# Aeropuerto Internacional de Washington-Dulles
El Aeropuerto Internacional de Washington-Dulles (IATA: IAD, OACI: KIAD) es un aeropuerto público localizado a 32 kilómetros al oeste del Central Business District de Washington, D. C., en el condado de Loudoun (Virginia), EE. UU. sirve al área metropolitana de Washington, D. C.. Debe su nombre a John Foster Dulles, Secretario de Estado de Estados Unidos bajo el mandato de Dwight D. Eisenhower. Sirve como centro neurálgico para United Airlines y es un aeropuerto de gran importancia para JetBlue Airways. Es la base principal para la aerolínea regional de Northwest Airlink, Compass Airlines.
En un día normal, entre 1800 y 2000 vuelos operan en Dulles, frente a los 1000 o 1200 del año 2003. Sigue siendo la segunda salida más utilizada para vuelos transoceánicos de la Costa Este de los Estados Unidos. Recientemente, con la desaparición de Independence Air, JetBlue se ha expandido lentamente en Dulles con seis vuelos diarios sin escalas a Boston y Nueva York. También realiza vuelos sin escalas a Long Beach, Oakland, Fort Lauderdale, Las Vegas, West Palm Beach, San Juan y San Diego, lo que hace de JetBlue la segunda compañía en Dulles en términos de destinos sin escalas. La creación de la aerolínea de bajo coste Independence Air en 2004 llevó a IAD al 5.º puesto en la lista de los mayores aeropuertos estadounidenses (partía de la posición 24), y se convirtió en uno de los 10 aeropuertos más grandes del mundo. En su apogeo, Independence junto con JetBlue y AirTran Airways hicieron de Dulles el mayor centro de vuelos de bajo costo de los Estados Unidos. Southwest Airlines empezó a operar al final de 2006 después de la desaparición de Independence Air.
El aeropuerto ocupa unos 17,19 mi²/ 44,5 km² (11.000 acres) y está situado a 42 kilómetros (26 millas) al oeste del centro de Washington, en la frontera entre el Condado de Fairfax y el Condado de Loudoun. Se encuentra en parte en el pueblo de Chantilly y parte en el pueblo de Dulles. En 1958 se demolió el pueblo de Willard para conseguir el espacio necesario para Dulles, y las carreteras, se demolieron casas, tiendas y escuelas. El aeropuerto de Dulles está administrado por la Autoridad Metropolitana de Aeropuertos de Washington. En 2005, pasaron por Dulles más de 27 millones de pasajeros. Debido a que el aeropuerto se encuentra en la frontera de los condados de Fairfax y Loudoun, se puede aterrizar en Fairfax y despegar en Loudoun.

## Historia
Al final de la Segunda Guerra Mundial la aviación y la población del área metropolitana de Washington crecieron, lo que llevó al Congreso de los Estados Unidos a aprobar el Acta del Aeropuerto de Washington de 1950, que daba apoyo federal a un segundo aeropuerto. Después de algunas propuestas iniciales que fracasaron, incluyendo la de crear un aeropuerto internacional en lo que es hoy el parque de Burke Lake, el lugar actual fue elegido por el presidente Dwight Eisenhower en 1958. Como consecuencia de ello, la población de Willard fue expulsada de sus granjas, sus tiendas, sus iglesias y sus hogares.
El aeropuerto originalmente se pretendió que se llamara "Aeropuerto Internacional de Chantilly", pero debido a una letra algo sugerente de J.P. Richardson (The Big Bopper) de 1958 Chantilly Lace, el aeropuerto fue bautizado como Dulles.
La firma de ingeniería civil Ammann and Whitney fue elegida como contratistas generales. El aeropuerto fue inaugurado por el presidente John F. Kennedy el 17 de noviembre de 1962. La terminal principal fue diseñada por el gran arquitecto finés Eero Saarinen y está muy bien considerada por su bello y sugerente vuelo. De hecho, la terminal del Aeropuerto Internacional de Taiwán Taoyuan en Taipéi se inspiró en la terminal de Saarinen en Dulles. Dulles fue el primer aeropuerto del mundo diseñado específicamente para aviones de reacción, y muchos de sus elementos arquitectónicos fueron pioneros en su tiempo. Las salas de embarque móviles que llevaban a los pasajeros desde el avión a la terminal se consideraron para el futuro, aunque esta innovación no se exportó a demasiados aeropuertos del mundo. Las autoridades han planeado retirar las salas de espera móviles en favor de una cinta transportadora subterránea y pasillos (lo que actualmente funciona en la explanada B) como parte de un gran sistema de ingeniería que también añadirá una explanada a la terminal principal y construirá una nueva pista. Otras innovaciones, como terminales en medio de las pistas y pistas extra largas, se diseñaron para su futuro uso como base espacial.
Aunque se diseñó para aviones de reacción, el primer vuelo que llegó fue un avión Super Electra de turbopropulsión de la compañía Eastern Air Lines procedente del aeropuerto del Aeropuerto Internacional Libertad de Newark en Nueva Jersey. En un principio el coste de mantenimiento del aeropuerto era mayor que su uso debido a las limitaciones en los vuelos en los años 60 y la distancia al centro de Washington (a 26 millas o 40 kilómetros). Sin embargo Dulles ha ido creciendo de forma constante a la vez que han crecido los barrios de la zona. El hecho de que el Aeropuerto Nacional Ronald Reagan de Washington tuviese restricciones en el tipo de aviones y el alcance de los vuelos ha hecho que la mayoría de los vuelos de larga distancia de la zona vuelen a Dulles o al Aeropuerto Internacional de Baltimore-Washington en Maryland.
La era de los jumbos en la aviación internacional empezó el 15 de enero de 1970 cuando la primera dama estadounidense Pat Nixon bautizó el primer Boeing 747 operativo perteneciente a Pan Am en presencia del presidente de Pan Am Najeeb Halaby. En vez de la típica rotura de una botella de cava se lanzó agua de color rojo, blanco y azul al avión. Este primer vuelo de un Boeing 747 de Pan Am fue desde Dulles al Aeropuerto Internacional de Heathrow de Londres con escala en el Aeropuerto Internacional John F. Kennedy de Nueva York.
Otro hito en la historia de la aviación tuvo lugar el 24 de mayo de 1976 cuando el primer vuelo supersónico unió Dulles con Europa. Un Concorde de British Airways voló desde Londres y un Concorde de Air France llegó desde París. La lustrosa aeronave se alineó en Dulles para hacerse una fotografía de lado a lado.
El 13 de junio de 1983, el Space Shuttle Enterprise 'aterrizó' en Dulles encima de un Boeing 747 modificado después de completar una gira europea y antes de volver a Edwards AFB. En 1985, el Enterprise fue colocado en un hangar cerca de la Pista 12/30 pendiente de la construcción del Steven F. Udvar-Hazy Center.
Durante los años 1980 una resolución del Senado de EE. UU. para cambiar el nombre de Washington-Dulles a Washington-Eisenhower fue desestimada, en gran parte debido a los esfuerzos de la familia Dulles y la creciente preocupación del gran gasto que se necesitaría para cambiar las señales de tráfico para los vehículos del aeropuerto.

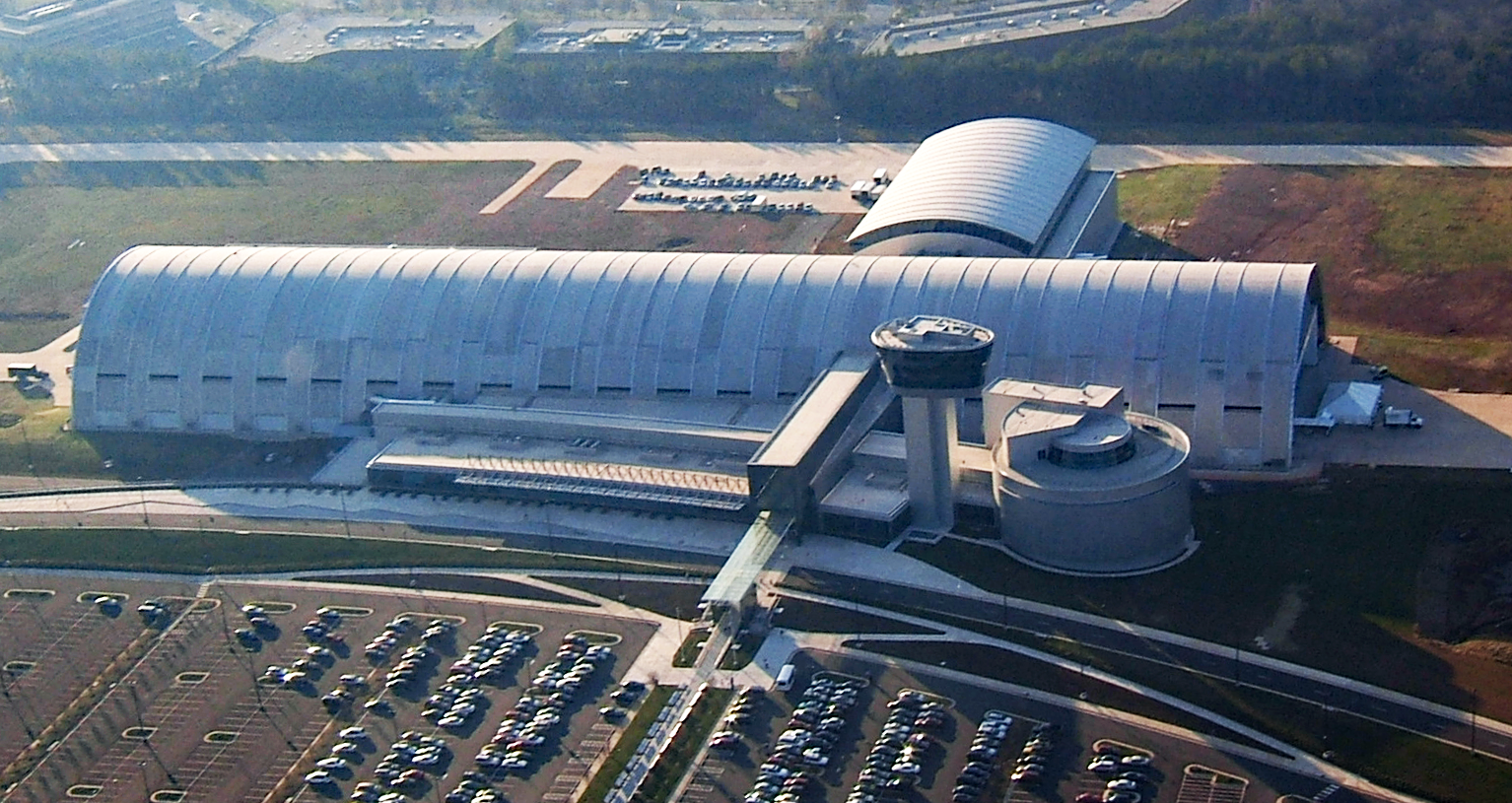
Steven F. Udvar-Hazy Center.

Cuando se retiró el SR-71 por parte del ejército en 1990, se realizó un vuelo desde su lugar de nacimiento en la Planta 42 de la Fuerza Aérea de los Estados Unidos en Palmdale (California) hasta Dulles donde fue apartado a un hangar especial pendiente de la construcción del Steven F. Udvar-Hazy Center, estableciendo un récord de velocidad costa a costa de 3418 km/h. El viaje completo duró 64 minutos.
El vuelo inaugural del Boeing 777 en servicio comercial, un vuelo de United Airlines desde el aeropuerto de Londres-Heathrow, aterrizó en Dulles en 1995.
En diciembre de 2003, el Museo Nacional del Aire y el Espacio de EE. UU. abrió el Steven F. Udvar-Hazy Center en Dulles. Los anexos al museo albergan un Concorde de Air France, el Enola Gay B-29, el Space Shuttle Enterprise, el Boeing 367-80, que fue el prototipo del Boeing 707 y otros vehículos aeroespaciales famosos, particularmente los que son demasiado grandes para el edificio del National Mall.
Empezando el 19 de abril de 2006, United Express movió sus operaciones del Salón G al Salón A, que antiguamente fue utilizado por la desaparecida Independence Air que cesó sus operaciones el 6 de enero de 2006. La transición se completó el 1 de mayo de 2006.  (enlace roto disponible en Internet Archive; véase el historial, la primera versión y la última).

## Desarrollo de Dulles (D2)
Según se expandió Dulles en los años 1980 y los años 1990, el volumen de operaciones hizo que la terminal principal se quedara pequeña y se construyeron nuevos salones en medio, del campo, utilizando salones móviles para traer pasajeros hasta la terminal principal. Un túnel subterráneo consistente de una pasarela de pasajeros y aceras móviles se abrieron en 2004 enlazando la terminal principal y el Salón B. La MWAA empezó un programa de renovación del aeropuerto, para incluir un nuevo entresuelo de seguridad para ayudar a aliviar las líneas de seguridad enormemente congestionadas que son familiares a los pasajeros viajando a través del aeropuerto. También va a haber un nuevo Sistema de Trenes, apodado "AeroTrain", (que circula sobre ruedas en vez de raíles convencionales) que lo está desarrollado actualmente Mitsubishi. La idea es que el tren reemplace los salones móviles que muchos pasajeros encuentran sobrecargados de gente y congestionados. Los administradores de Dulles dicem que nunca se esperará un tren más de dos minutos, en contra de la espera media de 15 minutos y tiempo de viaje de los salones móviles actual. La Fase 1 del Sistema de Trenes incluirá una estación de terminal principal, una estación permanente en el Salón B, un acceso temporal para los también temporales Salones C y D y una instalación de mantenimiento. En el futuro, la fase final del desarrollo tendrá la adición de varios salones en medio y una nueva terminal sur. También, bajo el plan de desarrollo, se han construido dos nuevos corredores para "Ayudar en nuestra creciente demanda para el tráfico aéreo" (MWAA 2005) y una expansión del Salón B utilizado por muchas aerolíneas de bajo coste así como llegadas internacionales. Los "Salones Intermedios" (Salones C y D) albergan principalmente los vuelos de United y American Airlines serán derribados para construir posteriormente un edificio más ergonómico.

## Terminales
La terminal principal bandera de Dulles alberga la emisión de tickets, la recogida de equipajes, el US Customs and Border Protection, las puertas Z y otras instalaciones de soporte. Desde aquí los pasajeros pueden tomar salones móviles hacia sus explanadas, "plane mates" directamente a sus aviones o tomar la pasarela de pasajeros a la explanada B. Los "plane mates" también se utilizan para transportar pasajeros que llegan en vuelos internacionales directamente al centro de inspacción US Customs and Border Protection ubicado en la terminal principal.

### Salones móviles

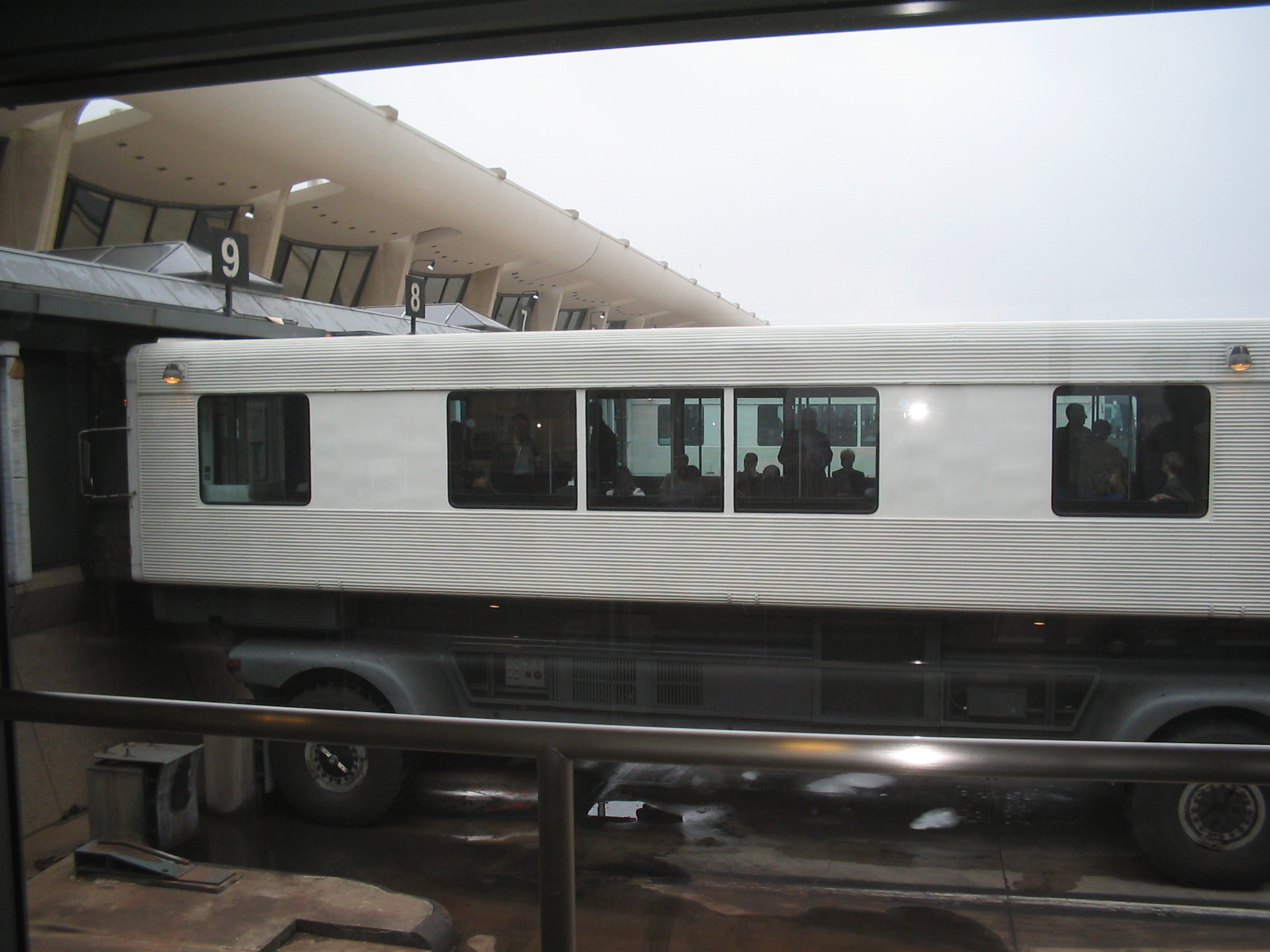
Un salón móvil llevando pasajeros.

Dulles es uno de los pocos aeropuertos que utilizan el sistema de salones móviles para el embarque y desembarque desde aviones. El "salón" consiste en un vagón de 56x16 pies montado en una tijera de un camión, capaz de transportar 102 pasajeros. Fueron diseñados por Chrysler en asociación con Budd Company. Los medios de transporte algunas veces son apodados "buggies lunares" for la apariencia similar de sus ruedas con las de los LRV.
El "Plane Mate" es una variación evolucionada de este concepto. Su apariencia es similar a los salones móviles, pero pueden aparecer por su cuenta en forma de hélice encajando directamente en un avión. Esto permite a los pasajeros bajarse del avión directamente y ser transportado a la terminal principal.
Con el servicio de lanzadera desde la terminal principal directamente a la rampa de aviones, los pasajeros podrían evitar las grandes distancias andando a salvo de la meteorología, ruido y humos en el tarmac. Pero la aparición de los puentes de embarque y la construcción de las explanadas intermedia disminuyeron las ventajas del sistema.
Actualmente, el aeropuerto utiliza 19 salones móviles para transferir pasajeros entre las explanadas intermedias y hacia y desde el edificio de la terminal principal, m así como 30 plane mates. A todos se le han dado nombres de las abreviaturas postales de los 50 estados, p.ej.: VA, MD, AK, etc. La MWAA planea retirar el sistema de salones móviles conjuntamente en favor de un sistema de tren subterráneo y un sistema de pasarela subterránea (ahora en service para la explanada B), como parte de un gran programa de ingeniería que también añadirá una explanada a la terminal principal y dio al aeropuerto una cuarta pista de aterrizaje. Esta construcción está teniendo lugar bajo el programa de Desarrollo de Dulles D2, en el que se añadirán 12 puertas adicionales a la Explanada B, así como una torre de control de 315 pies construida una milla al sur de la actual torre ATC, operativa desde 2006. Además, se construirá la nueva Explanada C y el plan de construcción de una quinta pista de aterrizaje adicional está en proceso.

### Terminal principal

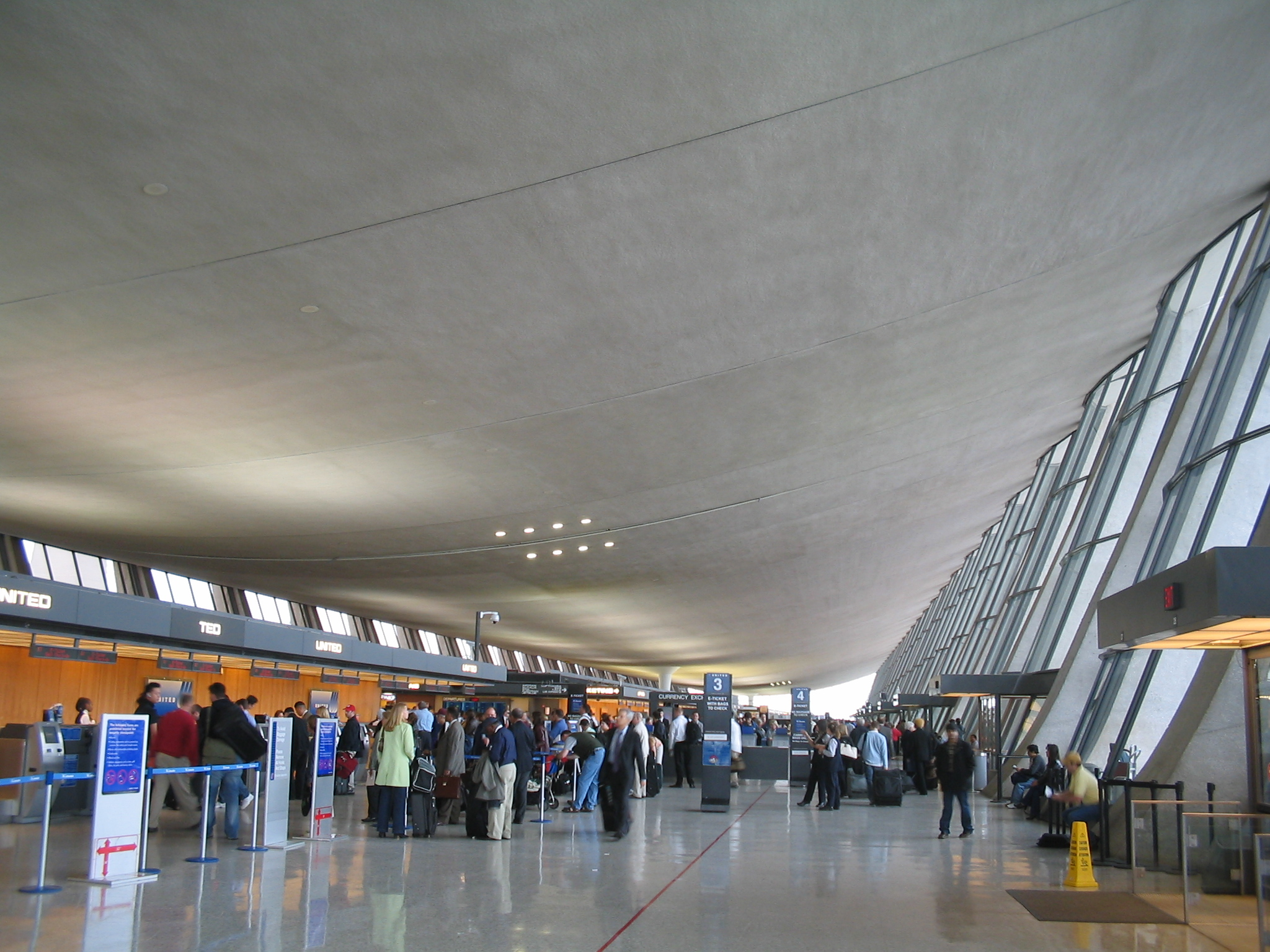
El techo de la terminal, suspendido en una catenaria curvada sobre el área de comprobación de equipajes, mediante una banda tesa.

La terminal principal fue reconocida en 1966 por el American Institute of Architects por su concepto de diseño. Su techo aparece suspendido formando una curva catenaria, proporcionando una amplia área cerrada sin ninguna columna. Para lograrlo, Eero Saarinen ejecutó lo que fue la primera materialización de la tipología estructural conocida como banda tesa, de hormigón pretensado, en una cubierta de edificación. Alberga la emisión de tickets, la recepción de equipajes y las instalaciones de información, así como el Edificio de Llegadas Internacionales para el procesamiento de pasajeros.
Aunque el diseño original continúa intacto, el incremento de aerolíneas de bajo coste y el aumento de los requisitos de seguridad han causado problemas funcionales, con largas colas en puntos de comprobación de seguridad y situaciones multitudinarias en el más que adecuado área de tickets durante los picos de afluencia. Durante las concurridas temporadas de viajes, la cola del punto de control da la vuelta al área de tickets completamente. En estas instancias, ir desde el final de la cola hasta el principio puede llevar entre 45 y 90 minutos. Las líneas de seguridad proyectadas separadas para "Pasajeros Premium" permite a los pasajeros de Primera Clase, Business y de élite para moverse a través del control de seguridad más rápido, sin embargo. 
Hay dos conjuntos de puertas en la terminal principal. Hay áreas de espera para aerolíneas que carecen de puertas físicas permanentes y por tanto utilizan Plane Mates. También están las recientemente abiertas Puertas "Z", que proporcionan servicio a American Airlines.

### Terminales intermedias
Hay dos edificios de terminales intermedias: Uno contiene los salones intermedios A y B y el otro los salones intermedios C y D. Los salones C y D, completados en 1983, fueron diseñados para ser un lugar temporal para United Airlines, que empezó con operaciones de enlace en el aeropuerto en 1995 (después del controvertido desentendimiento de su enlace en el Aeropuerto Internacional Hopkins). Su sustitución está en desarrollo. El Salón G, construido como una ubicación temporal para los vuelos de United Express, se ha demolido. Los Salones A y B son los primeros de los Salones intermedios permanentes.

## Aerolíneas y destinos

### Pasajeros
| Aerolíneas                   | Destinos |
| ---------------------------- | --- |
| Aer Lingus                   | Dublín |
| Aeroméxico                   | Ciudad de México |
| Air Canada                   | Estacional: Toronto–Pearson |
| Air Canada Express           | Montreal–Trudeau, Toronto–Pearson |
| Air China                    | Pekín–Capital |
| Air France                   | París–Charles de Gaulle |
| Air India                    | Nueva Delhi (finaliza el 1 de septiembre de 2025) |
| Alaska Airlines              | San Diego, Seattle/Tacoma |
| Allegiant Air                | Asheville, Destin/Fort Walton Beach, Jacksonville (FL), Knoxville, Punta Gorda (FL), Sarasota, Savannah |
| All Nippon Airways           | Tokio–Haneda |
| American Airlines            | Dallas/Fort Worth |
| American Eagle               | Charlotte |
| Austrian Airlines            | Viena |
| Avelo Airlines               | New Haven Estacional: Wilmington (NC) |
| Avianca                      | Bogotá |
| Avianca Costa Rica           | Ciudad de Guatemala Estacional: San José (CR) |
| Avianca El Salvador          | San Salvador |
| Boliviana de Aviación        | Ciudad de Panamá–Tocumen, Santa Cruz de la Sierra–Viru Viru (ambos inician el 4 de noviembre de 2025) |
| Breeze Airways               | Ogdensburg, Provo, South Bend, Tri-Cities (TN) (inicia el 15 de diciembre de 2025),Vero Beach |
| British Airways              | Londres–Heathrow |
| Brussels Airlines            | Estacional: Bruselas |
| Contour Airlines             | Macon/Warner Robins (GA), Plattsburgh |
| Copa Airlines                | Ciudad de Panamá–Tocumen |
| Delta Air Lines              | Atlanta, Salt Lake City, Seattle/Tacoma Estacional: Detroit |
| Delta Connection             | Detroit, Mineápolis/St. Paul, Nueva York-JFK |
| EgyptAir                     | El Cairo |
| Emirates                     | Dubái–International |
| Ethiopian Airlines           | Adís Abeba, Lomé |
| Etihad Airways               | Abu Dabi |
| Frontier Airlines            | Atlanta, Dallas/Fort Worth, Las Vegas, Miami, Orlando, San Juan, Tampa |
| Iberia                       | Madrid |
| Icelandair                   | Reikiavik–Keflavík |
| ITA Airways                  | Roma–Fiumicino |
| KLM                          | Ámsterdam |
| Korean Air                   | Seúl–Incheon |
| Lufthansa                    | Fráncfort, Múnich |
| Porter Airlines              | Toronto–Billy Bishop |
| Qatar Airways                | Doha |
| Royal Air Maroc              | Casablanca |
| Royal Jordanian              | Amán-Queen Alia |
| Saudia                       | Riad, Yeda |
| Scandinavian Airlines System | Copenhague |
| Southern Airways Express     | Bradford (PA), DuBois (PA), Lancaster (PA), Williamsport (PA) |
| Southwest Airlines           | Denver, Phoenix–Sky Harbor |
| Sun Country Airlines         | Estacional: Mineápolis/St. Paul |
| Swiss                        | Zúrich |
| TAP Air Portugal             | Lisboa |
| Turkish Airlines             | Estambul |
| United Airlines              | Acra, Albuquerque, Ámsterdam, Aruba, Atlanta, Austin, Barbados, Barcelona, Boston, Bruselas, Cancún, Charleston (SC), Chicago-O'Hare, Ciudad de México, Ciudad del Cabo, Cleveland, Columbus–Glenn, Dakar–Diass, Dallas/Fort Worth, Denver, Dublín, Edimburgo, Fort Lauderdale, Fort Myers, Fráncfort, Ginebra, Hartford, Honolulu, Houston-Intercontinental, Jacksonville (FL), Lagos, Las Vegas, Lisboa, Londres–Heathrow, Los Ángeles, Miami, Múnich, Nashville, Newark, Norfolk, Nueva Orleans, Orlando, París–Charles de Gaulle, Phoenix–Sky Harbor, Portland (OR), Providenciales, Punta Cana, Raleigh/Durham, Roma–Fiumicino, Sacramento, Salt Lake City, San Antonio, San Diego, San Francisco, San Juan, Santo Tomás, Sao Paulo–Guarulhos, Seattle/Tacoma, Tampa, Tokio–Haneda, Zúrich Estacional: Anchorage, Atenas, Bozeman, Calgary, Cayo Hueso, Ciudad de Guatemala, Eagle/Vail (inicia el 20 de diciembre de 2025), Gran Caimán, Hayden/Steamboat Springs, Indianápolis (inicia el 25 de septiembre de 2025), Jackson Hole (inicia el 20 de diciembre de 2025), Madrid, Montego Bay, Nasáu, Niza, Palm Springs, San José (CR), San Martín, San Salvador, Vancouver, Venecia |
| United Express               | Albany, Búfalo, Burlington (VT), Charleston (SC), Charlotte, Charlottesville (VA), Cincinnati, Cleveland, Columbia (SC), Columbus–Glenn, Dayton, Detroit, Greensboro, Greenville/Spartanburg, Harrisburg, Filadelfia, Hartford, Huntsville, Indianápolis, Ithaca, Johnstown (PA), Kansas City, Knoxville, Louisville, Manchester (NH), Mineápolis/St. Paul, Mobile–Regional, Montreal–Trudeau, Morgantown (WV), Newark, Norfolk, Nueva York-LaGuardia, Ottawa, Pittsburgh, Portland (ME), Providence, Richmond, Roanoke, Rochester (NY), San Luis, Savannah, Siracusa, South Bend, State College, Toronto–Pearson, Wilkes-Barre/Scranton Estacional: Jacksonville (FL), Myrtle Beach, Nashville, Raleigh, Traverse City, West Palm Beach |
| Virgin Atlantic Airways      | Londres–Heathrow |
| Volaris El Salvador          | San Salvador |
| WestJet                      | Estacional: Calgary |

Notas
1. ↑  Algunos vuelos de Ethiopian Airlines desde Adís Abeba a Dulles hacen escala en Roma-Fiumicino para repostar combustible. El mismo vuelo desde Dulles a Adís Abeba es sin escalas.

### Carga

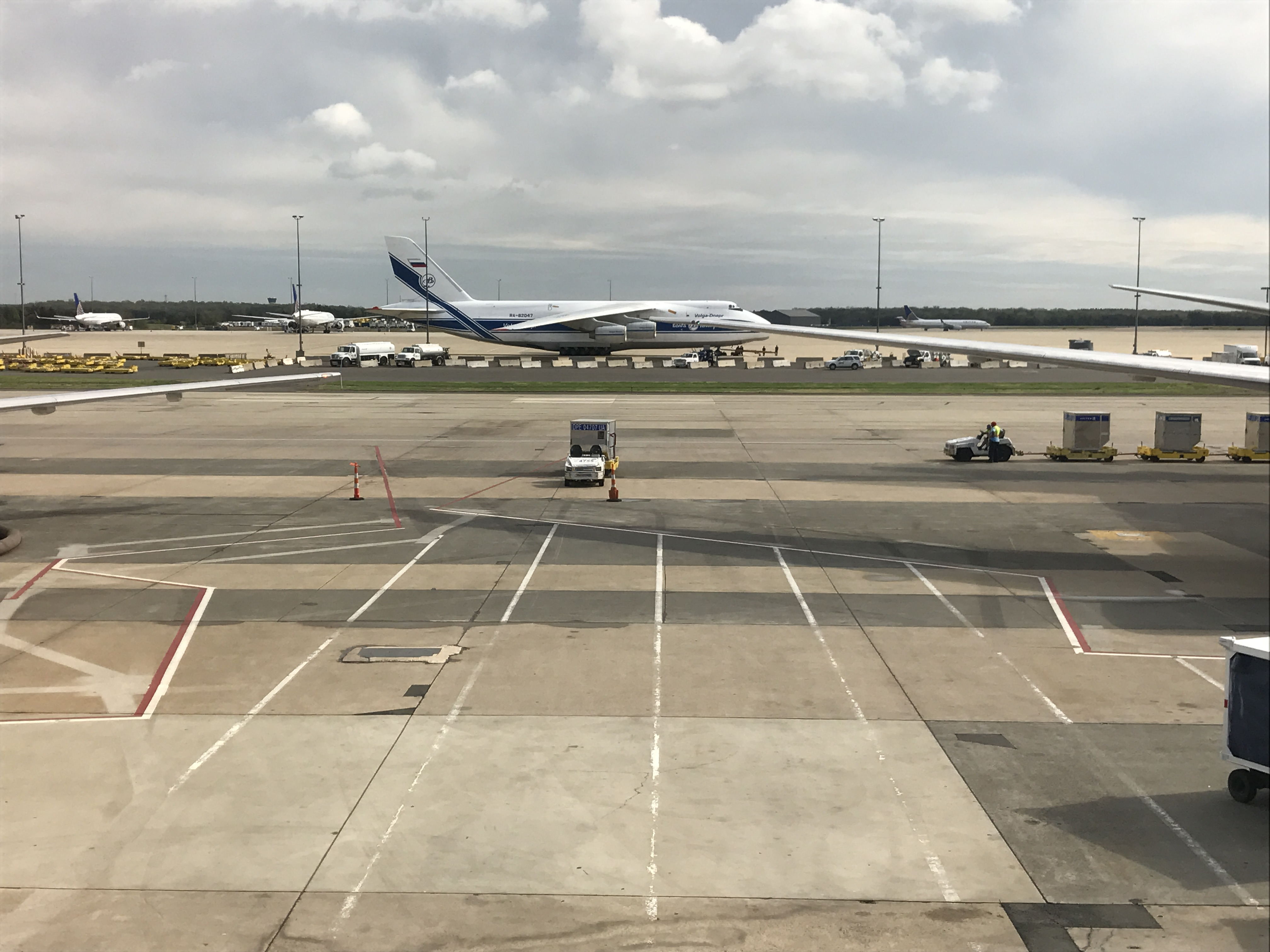
Un Antonov An-124.

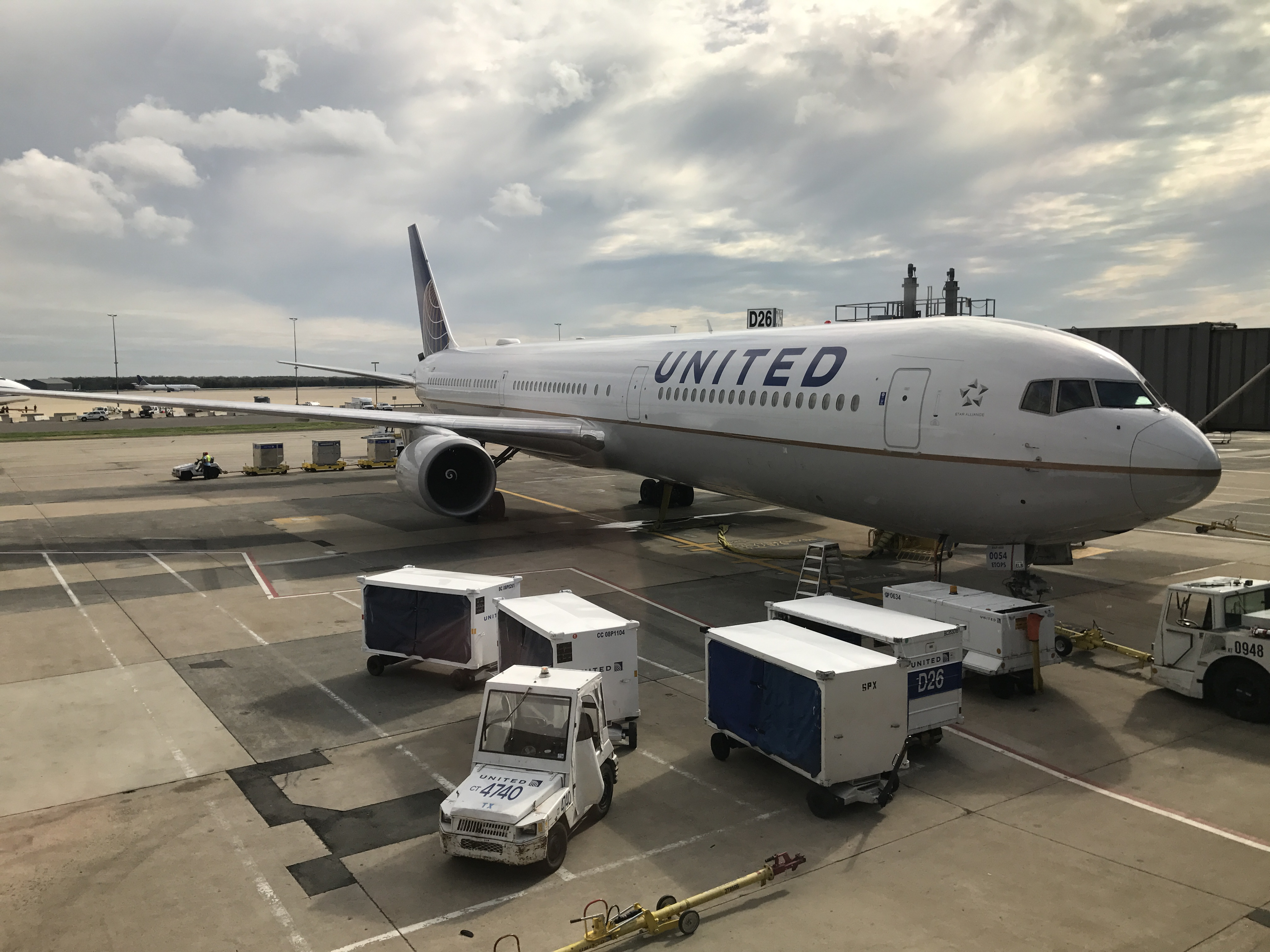
Avión de United Airlines en el aeropuerto.

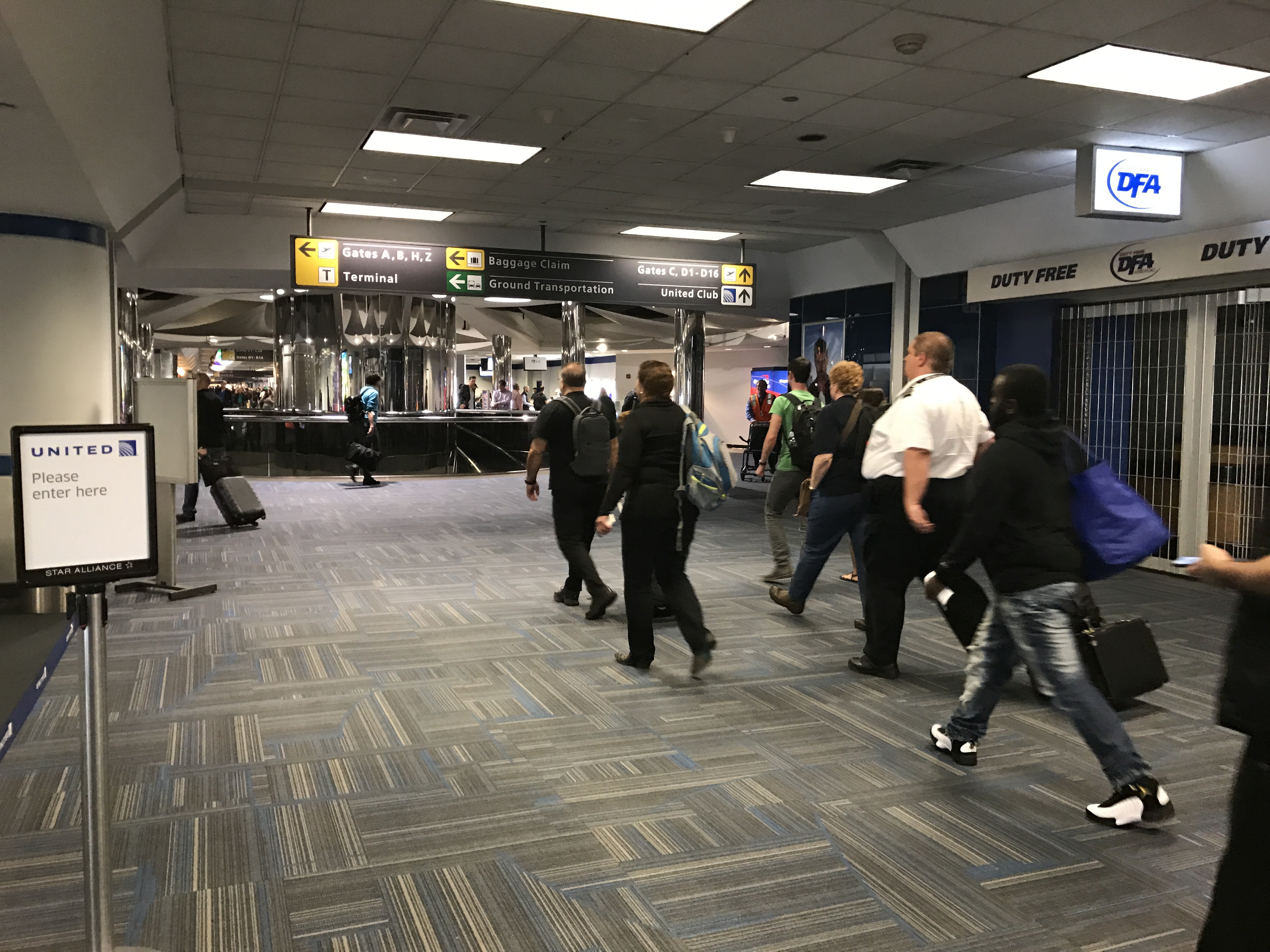
Sala D del aeropuerto.

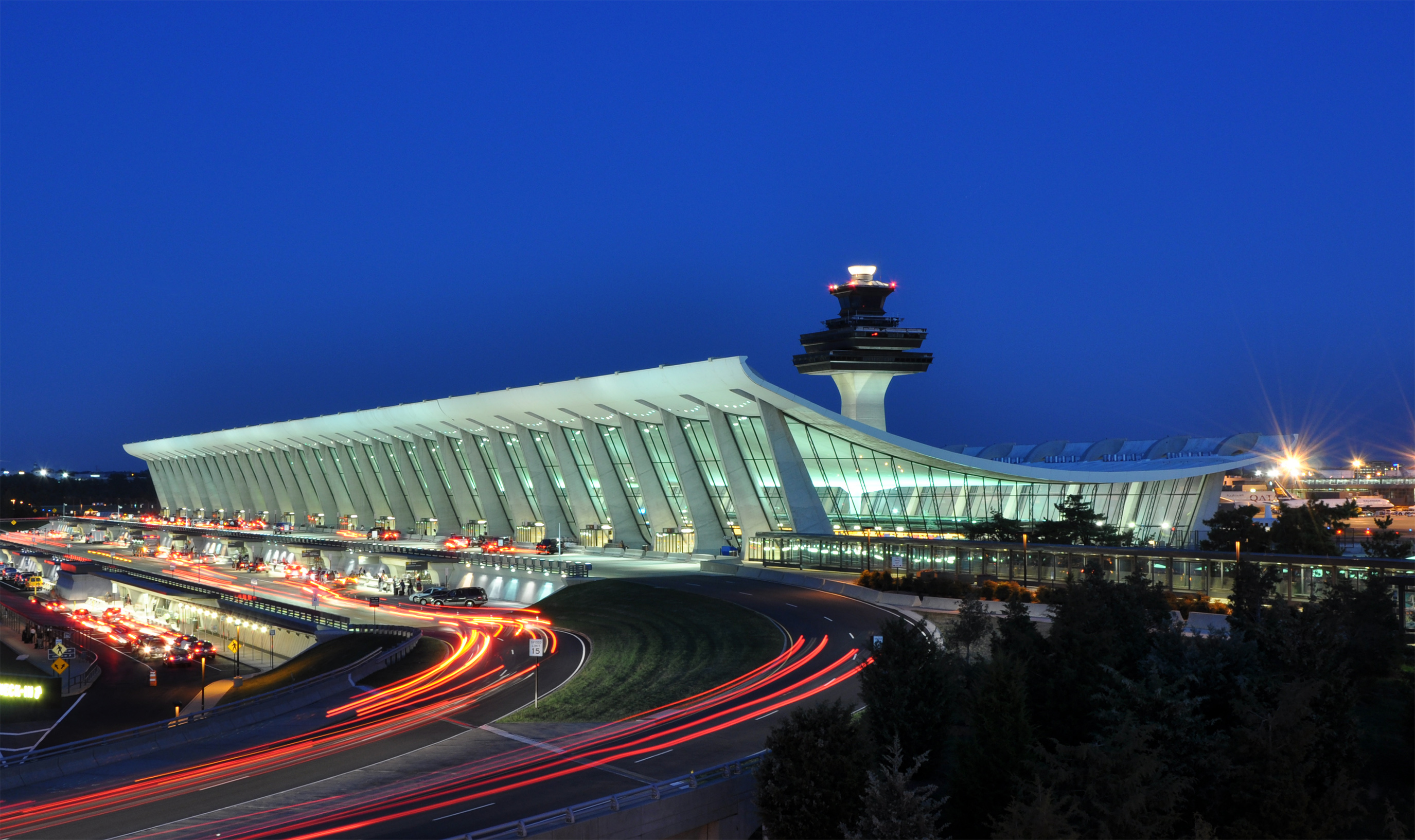
Fachada principal del aeropuerto.

| Aerolíneas    | Destinos                                                         |
| ------------- | ---------------------------------------------------------------- |
| FedEx Express | Greensboro, Indianápolis, Memphis, Newark Estacional: Harrisburg |
| UPS Airlines  | Louisville                                                       |

### Destinos internacionales
Se ofrece servicio a 64 destinos internacionales (10 estacionales), a cargo de 41 aerolíneas.
| Ciudades por país                                              | Nombre del aeropuerto                           | Aerolíneas                                                               |        |        |        |
| África                                                         | África                                          | África                                                                   | África | África | África |
| -------------------------------------------------------------- | ----------------------------------------------- | ------------------------------------------------------------------------ | ------ | ------ | ------ |
| Egipto (1 destino, 1 aerolínea)                                |                                                 |                                                                          |        |        |        |
| El Cairo                                                       | Aeropuerto Internacional de El Cairo            | EgyptAir                                                                 |        |        |        |
| Etiopía (1 destino, 1 aerolínea)                               |                                                 |                                                                          |        |        |        |
| Adís Abeba                                                     | Aeropuerto Internacional Bole                   | Ethiopian Airlines                                                       |        |        |        |
| Ghana (1 destino, 1 aerolínea)                                 |                                                 |                                                                          |        |        |        |
| Acra                                                           | Aeropuerto Internacional de Kotoka              | United Airlines                                                          |        |        |        |
| Marruecos (1 destino, 1 aerolínea)                             |                                                 |                                                                          |        |        |        |
| Casablanca                                                     | Aeropuerto Internacional Mohammed V             | Royal Air Maroc                                                          |        |        |        |
| Nigeria (1 destino, 1 aerolínea)                               |                                                 |                                                                          |        |        |        |
| Lagos                                                          | Aeropuerto Internacional Murtala Muhammed       | United Airlines                                                          |        |        |        |
| Senegal (1 destino, 1 aerolínea)                               |                                                 |                                                                          |        |        |        |
| Dakar                                                          | Aeropuerto Internacional Blaise Diagne          | United Airlines                                                          |        |        |        |
| Sudáfrica (1 destino, 1 aerolínea)                             |                                                 |                                                                          |        |        |        |
| Ciudad del Cabo                                                | Aeropuerto Internacional de Ciudad del Cabo     | United Airlines                                                          |        |        |        |
| Togo (1 destino, 1 aerolínea)                                  |                                                 |                                                                          |        |        |        |
| Lomé                                                           | Aeropuerto de Lomé-Tokoin                       | Ethiopian Airlines                                                       |        |        |        |
| Norteamérica                                                   |                                                 |                                                                          |        |        |        |
| Canadá (6 destinos [2 estacionales], 6 aerolíneas)             |                                                 |                                                                          |        |        |        |
| Calgary                                                        | Aeropuerto Internacional de Calgary             | United Airlines (Estacional) / WestJet (Estacional)                      |        |        |        |
| Montreal                                                       | Aeropuerto Internacional Pierre Elliott Trudeau | Air Canada Express / United Express                                      |        |        |        |
| Ottawa                                                         | Aeropuerto Internacional de Ottawa              | United Express                                                           |        |        |        |
| Toronto                                                        | Aeropuerto Toronto City Centre                  | Porter Airlines                                                          |        |        |        |
| Toronto                                                        | Aeropuerto Internacional Toronto Pearson        | Air Canada (Estacional) / Air Canada Express / United Express            |        |        |        |
| Vancouver                                                      | Aeropuerto Internacional de Vancouver           | United Airlines (Estacional)                                             |        |        |        |
| México (2 destinos, 2 aerolíneas)                              |                                                 |                                                                          |        |        |        |
| Cancún                                                         | Aeropuerto Internacional de Cancún              | United Airlines                                                          |        |        |        |
| Ciudad de México                                               | Aeropuerto Internacional de la Ciudad de México | Aeroméxico / United Airlines                                             |        |        |        |
| Centroamérica y El Caribe                                      |                                                 |                                                                          |        |        |        |
| Aruba (1 destino, 1 aerolínea)                                 |                                                 |                                                                          |        |        |        |
| Oranjestad                                                     | Aeropuerto Internacional Reina Beatrix          | United Airlines                                                          |        |        |        |
| Bahamas (1 destino [estacional], 1 aerolínea)                  |                                                 |                                                                          |        |        |        |
| Nasáu                                                          | Aeropuerto Internacional Lynden Pindling        | United Airlines (Estacional)                                             |        |        |        |
| Barbados (1 destino, 1 aerolínea)                              |                                                 |                                                                          |        |        |        |
| Barbados                                                       | Aeropuerto Internacional Grantley Adams         | United Airlines                                                          |        |        |        |
| Costa Rica (1 destino [estacional], 3 aerolíneas)              |                                                 |                                                                          |        |        |        |
| San José                                                       | Aeropuerto Internacional Juan Santamaría        | Avianca Costa Rica (Estacional) / United Airlines (Estacional)           |        |        |        |
| El Salvador (1 destino, 3 aerolíneas)                          |                                                 |                                                                          |        |        |        |
| San Salvador                                                   | Aeropuerto Internacional de El Salvador         | Avianca El Salvador / United Airlines (Estacional) / Volaris El Salvador |        |        |        |
| Guatemala (1 destino, 2 aerolíneas)                            |                                                 |                                                                          |        |        |        |
| Ciudad de Guatemala                                            | Aeropuerto Internacional La Aurora              | Avianca Costa Rica / United Airlines (Estacional)                        |        |        |        |
| Islas Caimán (1 destino [estacional], 1 aerolínea)             |                                                 |                                                                          |        |        |        |
| George Town                                                    | Aeropuerto Internacional Owen Roberts           | United Airlines (Estacional)                                             |        |        |        |
| Islas Turcas y Caicos (1 destino, 1 aerolínea)                 |                                                 |                                                                          |        |        |        |
| Providenciales                                                 | Aeropuerto Internacional de Providenciales      | United Airlines                                                          |        |        |        |
| Islas Vírgenes de los Estados Unidos (1 destino, 1 aerolínea)  |                                                 |                                                                          |        |        |        |
| Santo Tomás                                                    | Aeropuerto Internacional Cyril E. King          | United Airlines                                                          |        |        |        |
| Jamaica (1 destino [estacional], 1 aerolínea)                  |                                                 |                                                                          |        |        |        |
| Montego Bay                                                    | Aeropuerto Internacional Sir Donald Sangster    | United Airlines (Estacional)                                             |        |        |        |
| Panamá (1 destino, 2 aerolíneas)                               |                                                 |                                                                          |        |        |        |
| Ciudad de Panamá                                               | Aeropuerto Internacional de Tocumen             | Boliviana de Aviación (inicia el 4 de noviembre de 2025) / Copa Airlines |        |        |        |
| Puerto Rico (1 destino, 2 aerolíneas)                          |                                                 |                                                                          |        |        |        |
| San Juan                                                       | Aeropuerto Internacional Luis Muñoz Marín       | Frontier Airlines / United Airlines                                      |        |        |        |
| República Dominicana (1 destino, 1 aerolínea)                  |                                                 |                                                                          |        |        |        |
| Punta Cana                                                     | Aeropuerto Internacional de Punta Cana          | United Airlines                                                          |        |        |        |
| San Martín (1 destino [estacional], 1 aerolínea)               |                                                 |                                                                          |        |        |        |
| Philipsburg                                                    | Aeropuerto Internacional Princesa Juliana       | United Airlines (Estacional)                                             |        |        |        |
| Sudamérica                                                     |                                                 |                                                                          |        |        |        |
| Bolivia (1 destino, 1 aerolínea)                               |                                                 |                                                                          |        |        |        |
| Santa Cruz de la Sierra                                        | Aeropuerto Internacional Viru Viru              | Boliviana de Aviación (inicia el 4 de noviembre de 2025)                 |        |        |        |
| Brasil (1 destino, 1 aerolínea)                                |                                                 |                                                                          |        |        |        |
| São Paulo                                                      | Aeropuerto Internacional de São Paulo-Guarulhos | United Airlines                                                          |        |        |        |
| Colombia (1 destino, 1 aerolínea)                              |                                                 |                                                                          |        |        |        |
| Bogotá                                                         | Aeropuerto Internacional El Dorado              | Avianca                                                                  |        |        |        |
| Asia                                                           |                                                 |                                                                          |        |        |        |
| Arabia Saudita (2 destinos, 1 aerolínea)                       |                                                 |                                                                          |        |        |        |
| Riad                                                           | Aeropuerto Internacional Rey Khalid             | Saudia                                                                   |        |        |        |
| Yida                                                           | Aeropuerto Internacional Rey Abdulaziz          | Saudia                                                                   |        |        |        |
| Catar (1 destino, 1 aerolínea)                                 |                                                 |                                                                          |        |        |        |
| Doha                                                           | Aeropuerto Internacional Hamad                  | Qatar Airways                                                            |        |        |        |
| China (1 destino, 2 aerolíneas)                                |                                                 |                                                                          |        |        |        |
| Pekín                                                          | Aeropuerto Internacional de Pekín-Capital       | Air China                                                                |        |        |        |
| Corea del Sur (1 destino, 1 aerolínea)                         |                                                 |                                                                          |        |        |        |
| Seúl                                                           | Aeropuerto Internacional de Incheon             | Korean Air                                                               |        |        |        |
| EAU (2 destinos, 2 aerolíneas)                                 |                                                 |                                                                          |        |        |        |
| Abu Dabi                                                       | Aeropuerto Internacional de Abu Dabi            | Etihad Airways                                                           |        |        |        |
| Dubái                                                          | Aeropuerto Internacional de Dubái               | Emirates                                                                 |        |        |        |
| India (1 destino, 1 aerolínea)                                 |                                                 |                                                                          |        |        |        |
| Nueva Delhi                                                    | Aeropuerto Internacional Indira Gandhi          | Air India (finaliza el 1 de septiembre de 2025)                          |        |        |        |
| Japón (2 destinos, 2 aerolíneas)                               |                                                 |                                                                          |        |        |        |
| Tokio                                                          | Aeropuerto Internacional de Haneda              | All Nippon Airways / United Airlines                                     |        |        |        |
| Jordania (1 destino, 1 aerolínea)                              |                                                 |                                                                          |        |        |        |
| Amán                                                           | Aeropuerto Internacional Reina Alia             | Royal Jordanian                                                          |        |        |        |
| Europa                                                         |                                                 |                                                                          |        |        |        |
| Alemania (2 destinos, 2 aerolíneas)                            |                                                 |                                                                          |        |        |        |
| Fráncfort                                                      | Aeropuerto de Fráncfort del Meno                | Lufthansa / United Airlines                                              |        |        |        |
| Múnich                                                         | Aeropuerto Internacional de Múnich              | Lufthansa / United Airlines                                              |        |        |        |
| Austria (1 destino, 1 aerolínea)                               |                                                 |                                                                          |        |        |        |
| Viena                                                          | Aeropuerto de Viena-Schwechat                   | Austrian Airlines                                                        |        |        |        |
| Bélgica (1 destino, 2 aerolíneas)                              |                                                 |                                                                          |        |        |        |
| Bruselas                                                       | Aeropuerto de Bruselas                          | Brussels Airlines (Estacional) / United Airlines                         |        |        |        |
| Dinamarca (1 destino, 1 aerolínea)                             |                                                 |                                                                          |        |        |        |
| Copenhague                                                     | Aeropuerto de Copenhague-Kastrup                | Scandinavian Airlines System                                             |        |        |        |
| España (2 destinos [1 estacional], 2 aerolíneas)               |                                                 |                                                                          |        |        |        |
| Barcelona                                                      | Aeropuerto Josep Tarradellas Barcelona-El Prat  | United Airlines                                                          |        |        |        |
| Madrid                                                         | Aeropuerto Adolfo Suárez Madrid-Barajas         | Iberia / United Airlines (Estacional)                                    |        |        |        |
| Francia (2 destinos, 2 aerolíneas)                             |                                                 |                                                                          |        |        |        |
| Niza                                                           | Aeropuerto Internacional de Niza-Costa Azul     | United Airlines (Estacional)                                             |        |        |        |
| París                                                          | Aeropuerto de París-Charles de Gaulle           | Air France / United Airlines                                             |        |        |        |
| Grecia (1 destino [estacional], 1 aerolínea)                   |                                                 |                                                                          |        |        |        |
| Atenas                                                         | Aeropuerto Internacional Eleftherios Venizelos  | United Airlines (Estacional)                                             |        |        |        |
| Irlanda (1 destino, 2 aerolíneas)                              |                                                 |                                                                          |        |        |        |
| Dublín                                                         | Aeropuerto de Dublín                            | Aer Lingus / United Airlines                                             |        |        |        |
| Islandia (1 destino, 1 aerolínea)                              |                                                 |                                                                          |        |        |        |
| Reikiavik                                                      | Aeropuerto Internacional de Keflavík            | Icelandair                                                               |        |        |        |
| Italia (2 destinos [1 estacional], 2 aerolíneas)               |                                                 |                                                                          |        |        |        |
| Roma                                                           | Aeropuerto de Roma-Fiumicino                    | ITA Airways / United Airlines                                            |        |        |        |
| Venecia                                                        | Aeropuerto Internacional Marco Polo             | United Airlines (Estacional)                                             |        |        |        |
| Países Bajos (1 destino, 2 aerolíneas)                         |                                                 |                                                                          |        |        |        |
| Ámsterdam                                                      | Aeropuerto de Ámsterdam-Schiphol                | KLM / United Airlines                                                    |        |        |        |
| Portugal (1 destino, 2 aerolíneas)                             |                                                 |                                                                          |        |        |        |
| Lisboa                                                         | Aeropuerto de Lisboa                            | TAP Air Portugal / United Airlines                                       |        |        |        |
| Reino Unido (2 destinos, 3 aerolíneas)                         |                                                 |                                                                          |        |        |        |
| Edimburgo                                                      | Aeropuerto de Edimburgo                         | United Airlines                                                          |        |        |        |
| Londres                                                        | Aeropuerto de Londres-Heathrow                  | British Airways / United Airlines / Virgin Atlantic Airways              |        |        |        |
| Suiza (2 destinos, 2 aerolíneas)                               |                                                 |                                                                          |        |        |        |
| Ginebra                                                        | Aeropuerto Internacional de Ginebra             | United Airlines                                                          |        |        |        |
| Zúrich                                                         | Aeropuerto Internacional de Zúrich              | Swiss / United Airlines                                                  |        |        |        |
| Turquía (1 destino, 1 aerolínea)                               |                                                 |                                                                          |        |        |        |
| Estambul                                                       | Aeropuerto de Estambul                          | Turkish Airlines                                                         |        |        |        |
| Total: 64 destinos (10 estacionales), 50 países, 41 aerolíneas |                                                 |                                                                          |        |        |        |

## Antiguos destinos
| Ciudades por país                  | Nombre del aeropuerto                       | Aerolíneas            |            |            |            |
| Sudamérica                         | Sudamérica                                  | Sudamérica            | Sudamérica | Sudamérica | Sudamérica |
| ---------------------------------- | ------------------------------------------- | --------------------- | ---------- | ---------- | ---------- |
| Argentina (1 destino, 1 aerolínea) |                                             |                       |            |            |            |
| Buenos Aires                       | Aeropuerto Internacional Ministro Pistarini | United Airlines       |            |            |            |
| Bolivia (2 destinos, 1 aerolínea)  |                                             |                       |            |            |            |
| Cochabamba                         | Aeropuerto Internacional Jorge Wilstermann  | Lloyd Aéreo Boliviano |            |            |            |
| Santa Cruz                         | Aeropuerto Internacional Viru Viru          | Lloyd Aéreo Boliviano |            |            |            |
| Brasil (1 destinos, 2 aerolíneas)  |                                             |                       |            |            |            |
| Río de Janeiro                     | Aeropuerto Internacional de Galeão          | Varig / Pan Am        |            |            |            |
| Perú (1 destino, 1 aerolínea)      |                                             |                       |            |            |            |
| Lima                               | Aeropuerto Internacional Jorge Chávez       | LATAM Perú            |            |            |            |

## Salones de aerolíneas
- Air France opera un Salón de Salidas en la Explanada, opuesto al B46.
- All Nippon Airways opera el Salón Club ANA Fuji en la Explanada B, opuesto al B46.
- American Airlines opera un salón de admirantes en la Explanada opuesto al D26.
- British Airways opera un Salón Terraza y un Salón de Primera Clase en la Explanada D opuesta al D19.
- Delta Air Lines-KLM opera un Salón en la Explanada B opuesto al B20.
- United Airlines opera tres salones en las Explanadas C y D opuestos a C8, C16 y D7.
- Virgin Atlantic opera un clud en la Explanada B opuesto al B32.

Los miembros de Star Alliance sin un salón ofrecen acceso a los salones de alfombra roja de United, mientras que otras aerolíneas que no operan en un salón de su propiedad ofrecen acceso a salones de aerolíneas asociadas.

## Estadísticas

### Rutas más transitadas
| Número | Ciudad                    | Pasajeros | Aerolínea                                          |
| ------ | ------------------------- | --------- | -------------------------------------------------- |
| 1      | Denver, Colorado          | 576,000   | Southwest Airlines, United Airlines                |
| 2      | San Francisco, California | 490,000   | Alaska Airlines, United Airlines                   |
| 3      | Los Ángeles, California   | 465,000   | Alaska Airlines, United Airlines                   |
| 4      | Atlanta, Georgia          | 383,000   | Delta Air Lines, United Airlines, United Express   |
| 5      | Seattle, Washington       | 314,000   | Alaska Airlines, Delta Air Lines, United Airlines  |
| 6      | San Diego, California     | 268,000   | Alaska Airlines, United Airlines                   |
| 7      | Orlando, Florida          | 256,000   | United Airlines                                    |
| 8      | Houston, Texas            | 249,000   | United Airlines                                    |
| 9      | Chicago, Illinois         | 240,000   | United Airlines                                    |
| 10     | Dallas, Texas             | 237,000   | American Airlines, United Airlines, United Express |

| Número | Ciudad                    | Pasajeros | Aerolínea                                                 |
| ------ | ------------------------- | --------- | --------------------------------------------------------- |
| 1      | Londres, Reino Unido      | 787,073   | British Airways, United Airlines, Virgin Atlantic         |
| 2      | Fráncfort, Alemania       | 613,555   | Lufthansa, United Airlines                                |
| 3      | San Salvador, El Salvador | 575,307   | Avianca El Salvador, United Airlines, Volaris El Salvador |
| 4      | París, Francia            | 497,474   | Air France, United Airlines                               |
| 5      | Estambul, Turquía         | 362,718   | Turkish Airlines                                          |
| 6      | Ciudad de Panamá, Panamá  | 303,377   | Copa Airlines                                             |
| 7      | Múnich, Alemania          | 298,875   | Lufthansa, United Airlines                                |
| 8      | Dublín, Irlanda           | 288,475   | Aer Lingus, United Airlines                               |
| 9      | Doha, Catar               | 283,630   | Qatar Airways                                             |
| 10     | Roma, Italia              | 276,104   | ITA Airways, United Airlines                              |

### Tráfico anual
| Año  | Pasajeros  | Año  | Pasajeros  | YAño | Pasajeros  | Año  | Pasajeros  | Año  | Pasajeros  |
| ---- | ---------- | ---- | ---------- | ---- | ---------- | ---- | ---------- | ---- | ---------- |
| 1979 | 3,525,054  | 1989 | 10,399,091 | 1999 | 19,797,329 | 2009 | 23,213,341 | 2019 | 24,817,677 |
| 1980 | 2,624,398  | 1990 | 10,438,089 | 2000 | 20,104,693 | 2010 | 23,741,603 | 2020 | 8,333,460  |
| 1981 | 2,324,585  | 1991 | 10,962,328 | 2001 | 18,002,319 | 2011 | 23,211,856 | 2021 | 15,006,955 |
| 1982 | 2,609,933  | 1992 | 11,530,829 | 2002 | 17,235,163 | 2012 | 22,561,521 | 2022 | 21,376,896 |
| 1983 | 3,019,789  | 1993 | 10,987,191 | 2003 | 16,950,381 | 2013 | 21,947,065 | 2023 | 25,135,288 |
| 1984 | 3,555,771  | 1994 | 11,690,786 | 2004 | 22,868,852 | 2014 | 21,572,233 | 2024 | 27,254,087 |
| 1985 | 5,237,277  | 1995 | 12,443,657 | 2005 | 27,052,118 | 2015 | 21,650,546 | 2025 |            |
| 1986 | 9,131,895  | 1996 | 12,894,028 | 2006 | 23,020,362 | 2016 | 21,969,094 | 2026 |            |
| 1987 | 10,950,211 | 1997 | 13,757,861 | 2007 | 24,737,528 | 2017 | 22,892,504 | 2027 |            |
| 1988 | 9,686,637  | 1998 | 15,746,342 | 2008 | 23,876,780 | 2018 | 24,060,709 | 2028 |            |

## Transporte desde y hacia el aeropuerto

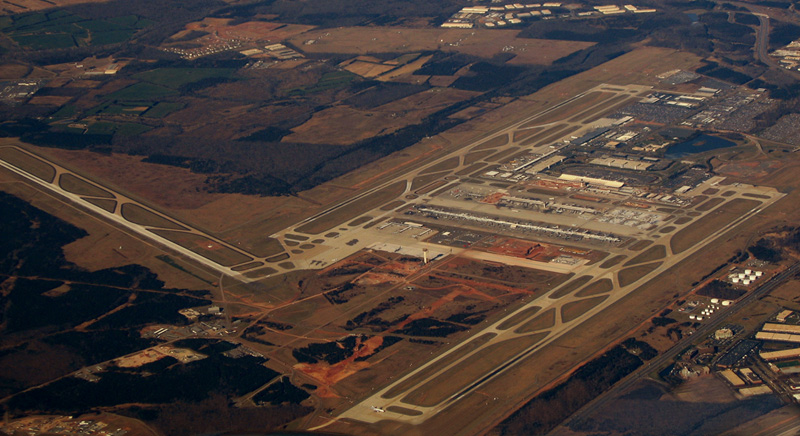
Foto aérea.

Se puede acceder a Dulles a través de la carretera de acceso a Dulles. El metro de Washington ofrece un metrobús, el número 5A, y la línea de metro, la Línea Gris. El autobús 5A hace pocas paradas hasta llegar a Washington, entre las que están la de Herndon-Monroe o la parada de metro Rosslyn en Arlington, Virginia. El autobús número 950 de la compañía Fairfax Connector lleva a los pasajeros desde Reston (Virginia) hasta la estación de Herdon-Monroe, donde pueden coger el 5A.
Una forma más cara de llegar al aeropuerto es el autobús Washington Flyer que circula cada 30 minutos desde el aeropuerto hasta la parada de metro West Falls Church-VT/UVA. Durante muchos años, los autobuses Greyhound dieron servicio al aeropuerto desde ciudades de Virginia: Harrisonburg, Charlottesville (desde la estación de autobuses y desde la estación de tren), Staunton y Roanok. El servicio se canceló en otoño de 2005.

## Accidentes e incidentes
El 1 de diciembre de 1974, un vuelo dirigido a Dulles, el Vuelo 514 de TWA, se estrelló en el Monte Weather.
El 18 de junio de 1994, un Learjet 25 operado por el transportista mexicano TAESA se estrelló en los árboles mientras se aproximaba al aeropuerto del sur. Murieron doce personas. Los pasajeros estaban volando para asistir a la Copa Mundial de Fútbol de 1994 que se estaba disputando en Washington D. C.
Un vuelo desde Dulles, el Vuelo 77 de American Airlines, fue estrellado por terroristas en El Pentágono el 11 de septiembre de 2001.
El 25 de mayo de 2007, el Vuelo 897 de United Airlines, un vuelo de Dulles a Pekín, experimentó un incendio en el motor en el despegue. El vuelo volvió a Dulles aterrizando de manera segura. No hubo fatalidades o heridas entre los pasajeros y la tripulación.

## Dulles en la ficción
El aeropuerto Dulles ha sido el escenario de muchas películas basadas en Washington, empezando poco después de la apertura del aeropuerto con la película de 1964 Siete días en mayo. 
La película de acción Die Hard 2 (1990) está situada principalmente en el Aeropuerto Dulles. El argumento de la película incluye la toma del poder de la torre de control del aeropuerto y de los sistemas de comunicación por parte de terroristas, conducidos por el Coronel Stuart (William Sadler), que posteriormente utiliza el equipamiento para prevenir a las aerolíneas de aterrizar, demostrando las consecuencias confundiendo a un avión y estrellándose en la pista. Esto es así hasta que llega el policía de Nueva York John McClane (Bruce Willis) para pararles de estrellar más aviones, uno de los cuales lleva a su mujer a bordo. Esta película no fue rodada en Dulles, los sustitutos fueron el Aeropuerto Internacional de Los Ángeles (LAX) y el ya cerrado Aeropuerto Internacional Stapleton en Denver. Una inconsistencia notada es la existencia de cabinas de teléfono de Pacific Bell en la terminal principal (la compañía de teléfonos que servía en Dulles en ese momento era GTE y el territorio más cercano de PacBell estaba a miles de kilómetros).
Parte del thriller The Package (protagonizada por Gene Hackman y Tommy Lee Jones) tiene lugar en Dulles. Sin embargo, el sustituto de Dulles esta vez fue el Aeropuerto Internacional Chicago-O'Hare.
Porciones de las tres secuelas de la película de catrástrofes Aeropuerto fue rodadad en Dulles: Aeropuerto 75, con Charlton Heston, Karen Black y George Kennedy; Aeropuerto 77, con Jack Lemmon, Christopher Lee y George Kennedy; y The Concorde ... Airport '79.
La novela de Tom Clancy, La caza del Octubre Rojo nombra a Dulles en algunas partes como cuando los supervivientes del Octubre Rojo son embarcados de vuelta a Rusia y cuando Jack Ryan, el protagonista, vuela de vuelta a su casa.
Dulles también ha servido como sustituto para el aeropuerto de Nueva York, en la comedia de 1999, Fuerzas de la naturaleza. Mientras están en el aeropuerto de Nueva York, se reconoce la terminal principal.
Numerosos episodios de The X-Files muestran la acción teniendo lugar en el Aeropuerto de Dulles.
El Aeropuerto de Dulles ha aparecido en un episodio de Los Simpson, cuando la familia gana un viaje a Capitol City.
El Aeropuerto Bayview en Need for Speed: Underground 2 es una copia de la terminal principal del Aeropuerto Dulles.

## Aeropuertos cercanos
Los aeropuertos más cercanos son:
- Aeropuerto Nacional Ronald Reagan de Washington (37km)
- Aeropuerto Internacional de Baltimore-Washington (71km)
- Aeropuerto Regional de Hagerstown (87km)
- Aeropuerto de Charlottesville-Albemarle (125km)
- Aeropuerto de Staunton (147km)